# Calamagrostis frigida
Calamagrostis frigida là một loài thực vật có hoa trong họ Hòa thảo. Loài này được (Benth.) Maiden & Betche mô tả khoa học đầu tiên năm 1916.